# Blodhöna
Blodhöna (Haematortyx sanguiniceps) är en fågel i familjen fasanfåglar inom ordningen hönsfåglar.

## Utseende och läte
Blodhönan är en 25 cm lång hönsfågel med karmosinrött på huvud, hals och bröst, liksom längst ut på de längsta undre stjärttäckarna. I övrigt är fjäderdräkten svartaktig. Näbben är gul eller gulvit, ögonen bruna med en gul orbitalring och fötterna grå med upp till tre sporrar på tarserna hos hanen. Honan har generellt mer brunsvart istället för svart och rostorange istället för rött.
Sången består av en upprepad dubblerad ton, i engelsk litteratur återgivet som "whu-kweng... whu-kweng... whu-kweng...", med den andra tonen hårdare och mer högljudd. Även en hård, kluckande serie hörs vid upphetsning, "whu-keng-keng-keng-kok-kok".

## Utbredning och systematik
Arten placeras som enda art i släktet Haematortyx. Den behandlas som monotypisk, det vill säga att den inte delas in i några underarter. Fågeln förekommer i bergsskogar på norra Borneo.

## Levnadssätt
Blodhönan hittas i lägre liggande bergsskogar, huvudsakligen mellan 1000 och 1700 meters höjd. Födan består av bär och insekter, men även vissa skaldjur. 

### Häckning
Artens häckningsbiologi är mycket dåligt känd. Den har tidigast noterats lägga ägg i januari, med ungfåglar noterade i april och en hane i häckningstillstånd i mitten av marks. Boet av torra löv placeras på en grästuva eller liknande. Däri lägger den åtta till nio kaffe-med-mjölk-färgade ägg. Ruvningstid i fångenskap har noterats till 18–19 dagar.

## Status och hot
Arten har ett stort utbredningsområde, men tros minska i antal, dock inte tillräckligt kraftigt för att den ska betraktas som hotad. Internationella naturvårdsunionen IUCN listar därför arten som livskraftig (LC). Beståndet är relativt litet, uppskattat till endast mellan 1 000 och 10 000 individer.